# نادرتپه سی
نادرتپه سی مربوط به هزاره ۵ قبل از میلاد است و در شهرستان نقده، بخش محمد یار، دهستان حسنلو، روستای اسلام‌آباد واقع شده و این اثر در تاریخ ۷ خرداد ۱۳۸۷ با شمارهٔ ثبت ۲۲۸۶۲ به‌عنوان یکی از آثار ملی ایران به ثبت رسیده است.